# 吉田庄太郎
吉田 庄太郎（よしだ しょうたろう、1925年3月26日 - 1987年4月25日）は日本映画の録音技師。東京都出身。

## 経歴
1941年7月に松竹大船撮影所の録音助手として入社。1955年に技師昇進し、1963年からダビング専門となる。1966年に東京スタジオセンターに移籍。1975年5月にセンターは解散しフリーとなる。

## 代表作
- 1951年　-　「我が家は楽し」
- 1958年　-　「眼の壁」
- 1959年　-　「ある落日」
- 1960年　-　「波の塔」
- 1969年　-　「千夜一夜物語」
- 1974年　-　「砂の器」
- 1977年　-　「八甲田山」、「八つ墓村」
- 1979年　-　「復讐するは我にあり」
- 1980年　-　「天平の甍」
- 1981年　-　「ええじゃないか」
- 1982年　-　「幻の湖」
- 1983年　-　「小説吉田学校」
- 1984年　-　「さよならジュピター」
- 1985年　-　「乱」

## 受賞歴
| 受賞年 | 受賞名 | 受賞名             | 受賞名     |
| ------ | ------ | ------------------ | ---------- |
| 1980年 | 第34回 | 毎日映画コンクール | 録音賞     |
| 1982年 | 第36回 | 毎日映画コンクール | 録音賞     |
| 1982年 | 第5回  | 日本アカデミー賞   | 優秀録音賞 |
| 1986年 | 第9回  | 日本アカデミー賞   | 優秀録音賞 |
| 1987年 | 第10回 | 日本アカデミー賞   | 優秀録音賞 |